# Alexei Wassiljewitsch Aleljuchin

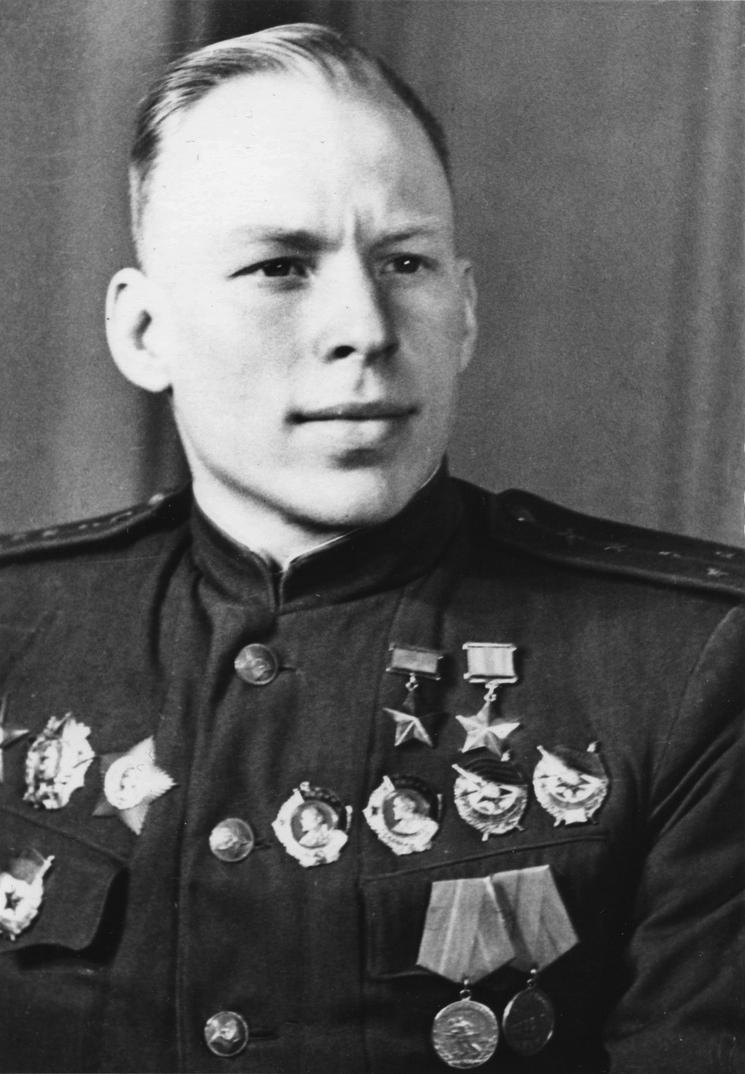
Alexei Aleljuchin (1944)

Alexei Wassiljewitsch Aleljuchin (russisch Алексей Васильевич Алелюхин; * 30. März 1920 in Kessowa Gora, Gouvernement Twer; † 29. Oktober 1990 in Moskau) war ein sowjetischer Jagdflieger, zuletzt im Range eines Generalmajors der Flieger.

## Leben
Aleljuchin wurde in einer russischen Arbeiterfamilie geboren. Er arbeitete in einer Fabrik für Bürobedarf. 1939 schloss er die Militärfliegerschule „W. P. Tschkalow“ ab. Im Deutsch-Sowjetischen Krieg vernichtete er in 601 Gefechtsflügen 40 Flugzeuge allein und 17 weitere in der Gruppe. Er diente im 9. Gardejagdfliegerregiment.
Er war zweifacher Held der Sowjetunion (24. August 1943; Verleihungsnummer 1135; und 1. November 1943; Verleihungsnummer 17) und zweifacher Träger des Leninordens (automatisch mit den Verleihungen des "Held der SU"). 1942 trat er der Kommunistischen Allunions-Partei (Bolschewiki) (WKP(B)), der späteren KPdSU, bei. 1948 absolvierte er die Frunse-Militärakademie und 1953 die Generalstabsakademie.
Aleljuchin ging 1985 in den Ruhestand. Sein Grab befindet sich auf dem Nowodewitschi-Friedhof in Moskau.